# آلم توسكيتش
آلم توسكيتش (بالسيريلية الصربية: Алем Тоскић) مواليد 12 فبراير 1982 في جمهورية يوغوسلافيا الاشتراكية الاتحادية، هو لاعب كرة يد صربي. مثل منتخب صربيا لكرة اليد. شارك في دورة الألعاب الأولمبية الصيفية سنة 2012. حقق المركز الثاني في البطولة الأوروبية لكرة اليد للرجال 2012.

## سجل المنافسة
شارك في البطولات التالية:
- بطولة أوروبا لكرة اليد للرجال 2012
- بطولة أوروبا لكرة اليد للرجال 2014
- الألعاب الأولمبية الصيفية 2012

## الميداليات
| الميدالية | المسابقة                           |
| --------- | ---------------------------------- |
| فضية      | بطولة أوروبا لكرة اليد للرجال 2012 |

## وصلات خارجية
- آلم توسكيتش على موقع الاتحاد الأوروبي لكرة اليد (الإنجليزية)
- آلم توسكيتش على موقع اللجنة الأولمبية الدولية (الإنجليزية)
- آلم توسكيتش على موقع أوليمبيديا (الإنجليزية)
- آلم توسكيتش على موقع اللجنة الأولمبية الصربية (الصربية)